# Sésamol
Le sésamol est un composé organique présent dans l'huile de sésame. Il s'agit d'un dérivé du phénol qui se présente sous forme d'un solide blanc cristallisé virant au beige sous l'effet de l'oxydation à l'air libre, faiblement soluble dans l'eau mais miscible dans la plupart des huiles. Il peut être obtenu par synthèse organique à partir de l'héliotropine.

## Avantages nutritionnels potentiels
Il présente des propriétés antioxydantes susceptibles de prévenir l'oxydation des huiles et de protéger l'organisme contre les effets nocifs des radicaux libres. Selon une synthèse publiée en 2020, il présente également des propriétés antimycosiques et anti-inflamatoires, anticancéreuses, neuroprotectrisce, cardioprotectrice, hypolipidémique, anti-âge, anti-ulcéreuses, anti-démence, antidépresseur, antiplaquettaire, etc.. Chez la souris le sésamol rétablissait le microbiote intestinal et inhibe la suractivation de la microglie dans le cerveau ce qui suggère (2024) qu'il peut soulager le dysfonctionnement cognitif et la neuroinflammation liés à la maladie d'Alzeimer.
Le sésamol intervient comme intermédiaire de synthèse de la paroxétine, un médicament antidépresseur.